# El círculo de tiza caucasiano
El círculo de tiza caucasiano (en alemán: Der kaukasische Kreidekreis) es una obra de teatro épico con prólogo y cinco actos del dramaturgo alemán Bertolt Brecht, estrenada en 1948. La obra dramática y los versos fueron escritos entre 1944 y 1945 en Santa Mónica, Estados Unidos. Se estrenó el 4 de mayo de 1948 en Northfield (Minnesota) en la sala del Nourse Little Theatre, Carleton College. El 9 de noviembre de 1954 pudo presentarse en el famoso teatro berlinés Theater am Schiffbauerdamm, por primera vez en idioma alemán y con Helene Weigel desempeñando el papel principal. La primera versión impresa fue en la revista literaria Sinn und Form de Berlín, en un número especial de 1949 dedicado a Bertolt Brecht; la primera edición en un libro está en el volumen 10 de las Obras, Berlín 1954; Colaboración: Ruth Berlau; Música: Paul Dessau. La versión más conocida es la georgiana, por parte del Teatro Rustaveli de Tiflis, Georgia. Y bajo la dirección de Robert Sturua, catalogada como una de las mejores por la crítica mundial.
Está inspirado en el cuento El círculo de tiza, del chino Li Xingdao, similar al juicio de Salomón, pero de planteamiento opuesto (la mujer que demuestra merecer al niño, por amarlo, es precisamente la que no es su madre biológica).

## Argumento
Ambientada en la Georgia soviética de posguerra, retrata la disputa entre los miembros de dos koljoses por la posesión de ciertas tierras. La victoria en la querella de los agricultores sobre los ganaderos propicia una fiesta en la que aquellos representan una vieja leyenda del lugar. La historia recrea una rebelión que tuvo lugar tiempo atrás en una vieja ciudad, que acabó con la vida del gobernador Georgi Abashwili y la huida de Natella, su esposa. El niño de ambos, Michael, queda a cargo de la cocinera Grusha. Cuando la auténtica madre regresa para reclamar a su hijo, se organiza un juicio para determinar cuál de las dos mujeres debe conservar la custodia. Se decide que el niño quedará con aquella que consiga sacarlo de un círculo diseñado con tiza, agarrándolo cada una de un brazo.

## Representaciones destacadas
- Carleton College, Northfield (Minnesota), 4 de mayo de 1948. Estreno mundial.
- Theater am Schiffbauerdamm, Berlín, 9 de noviembre de 1954. Estreno en Alemania.
  - Intérpretes: Helene Weigel (Natella Abaschwili), Angelika Hurwicz (Gruseche), Ernst Busch (Azdak).
- Vivian Beaumont Theatre, Broadway, Nueva York, 1966.
  - Dirección: Jules Irving.
  - Intérpretes: Leonardo Cimino, Elizabeth Huddle, Shirley Jac Wagner, Stacy Keach, Priscilla Pointer.
- Teatro María Guerrero, Madrid, 11 de abril de 1971.
  - Versión: Pedro Laín Entralgo.
  - Dirección: José Luis Alonso.
  - Escenografía: Sigfrido Burmann.
  - Intérpretes: María Fernanda D'Ocón (Grucha), José Bódalo (Azdak), Gabriel Llopart, Ana María Ventura (Natella), Félix Navarro (Georgi), Arturo López, Julia Trujillo, Félix Dafauce, Josep Maria Pou, Cesáreo Estébanez, Francisco Cecilio, Luis Lorenzo, María Luisa Armenteros, Margarita García Ortega. José Segura. Carmen Segarra
- Teatro San Martin, Buenos Aires, 1972
  - Direccion Oscar Fessler
  - Intérpretes: Norma Aleandro, Miguel Ligero, Alejandra Boero, Zelmar Gueñol, Hugo Caprera, Onofre Lovero, Luis Politti, Nelly Prono, Nora Cullen, Walter Soubrié, Marta Gam y Tino Pascali.